# Aguadulce (Panama)
Aguadulce è un comune (corregimiento) della Repubblica di Panama situato nel distretto di Aguadulce, provincia di Coclé, di cui è capoluogo. Si estende su una superficie di 50,4 km² e conta una popolazione di 8.703 abitanti (censimento 2010).